# 托雷洪-德拉卡尔萨达
托雷洪德拉卡尔萨达，是西班牙马德里自治区的一个市镇。总面积9平方公里，总人口4890人（2001年），人口密度543人/平方公里。